# 松平親良
松平 親良（まつだいら ちかよし）は、豊後杵築藩の第9代藩主。能見松平家15代。

## 生涯
第8代藩主・松平親明の長男。母は側室といわれている。文政8年（1825年）12月29日、父の死去により跡を継ぐ。文政9年11月15日、将軍徳川家斉に拝謁する。同年12月16日、従五位下河内守に叙任する。後に対馬守、大隅守に改める。天保13年（1842年）7月25日、奏者番に就任する。
文久2年（1862年）閏8月23日、奏者番の役職が廃止となる。同年12月16日、従四位下中務大輔に昇進する。文久3年10月22日、奏者番に再び就任する。元治元年（1864年）11月19日、寺社奉行の兼任を命じられる。慶応2年（1866年）6月15日、寺社奉行を解任される。慶応4年2月22日、奏者番を辞職する。
親良自身は幕閣に加わったことから佐幕派であり、慶応2年（1866年）の第2次長州征伐においても協力的であったが、藩内では尊王攘夷派と佐幕派で分裂して対立が続いた。そのため、慶応4年（1868年）3月24日、ようやく上洛し、明治天皇に拝謁した。
そして、同年4月9日、佐幕的態度が家の存続に影響せぬよう長男の親貴に家督を譲って隠居した。明治24年（1891年）2月3日、82歳で死去した。